# 长螯肖峭
长螯肖峭（学名：Tetragnatha mandibulata），又名大長腳蛛，为肖峭科肖峭属的动物。分布于西非、孟加拉国至澳大利亚以及中国大陆的广东、四川、香港等地，主要栖息于稻田和果园。